# Winthemia antennalis
Winthemia antennalis là một loài ruồi trong họ Tachinidae.